# Gelis bicolor
Gelis bicolor là một loài tò vò trong họ Ichneumonidae.